# 에벌루션 (소프트웨어)
에벌루션(Evolution, 이전 이름: 노벨 에벌루션, 시미엔 에벌루션)은 그놈의 공식 개인 정보 관리자이다. 에벌루션 2.0이 2004년 9월 그놈 2.8 릴리스에 포함된 이후로 그놈의 공식적인 일부가 되고 있다. 이메일, 주소록, 일정, 작업 목록, 요약 필기 기능들을 합쳐놓고 있다. 사용자 인터페이스와 기능은 마이크로소프트 아웃룩과 비슷하다. 에벌루션은 GNU LGPL로 라이선스되는 자유 소프트웨어이다.

## 역사
시미엔은 2000년 에벌루션 개발을 결정하였다. 2001년 12월 에벌루션 1.0이 출시되었다.
노벨은 2003년 8월 시미엔을 인수하였다. 노벨은 2004년 5월, 자유 소프트웨어로서 익스체인지 플러그인을 에벌루션 2.0에 통합하기로 결정하였다.

## 배포
그놈의 일부인 에벌루션은 소스 코드로 배포된다. 리눅스 배포판들은 최종 사용자에게 그놈 패키지를 제공한다. 에벌루션은 그놈을 기본으로 사용하는 일부 리눅스 배포판들의 기본 정보 관리자로 사용되며 대개가 데비안과 페도라가 그렇다. 우분투는 버전 11.10 Oneiric Ocelot부터 기본 이메일 클라이언트로 기존의 에벌루션을 모질라 선더버드로 대체하였다.

### OS X, 윈도우 이식
과거에 에벌루션은 애플 OS X과 마이크로소프트 윈도우에 이식되었지만 이 포팅은 더 이상 개발되지 않는다.

## 같이 보기
- 구글 캘린더